# Eén been, stokkebeen
Eén been, stokkebeen is een Nederlandstalige bundel van kinderversjes, geschreven door Paul Biegel en uitgegeven in 2002 bij Uitgeverij Holland in Haarlem. De eerste editie werd geïllustreerd door Tineke Meirink. De bundel bestaat uit de gedichten die Biegel eerder publiceerde in De kukelhaan (1964), plus enkele nieuwe.